# Hazelburn (whisky)
Hazelburn Distillery – destylarnia single malt whisky, obecnie niedziałająca, znajdująca się w mieście Campbeltown w Szkocji. Założona w 1796, aktywna była w latach 1825 - 1925. W 1886 zatrudniała 22 pracowników i produkowała 192,000 galonów whisky rocznie, co czyniło ją największą destylarnią w mieście. W 1920 gorzelnia została zakupiona przez Mackie & Co., jednakże zamknięto ją definitywnie sześć lat później. Mackie & Co. jest właścicielem pozostałych dwóch destylarni w Campbeltown, w tym Springbank.

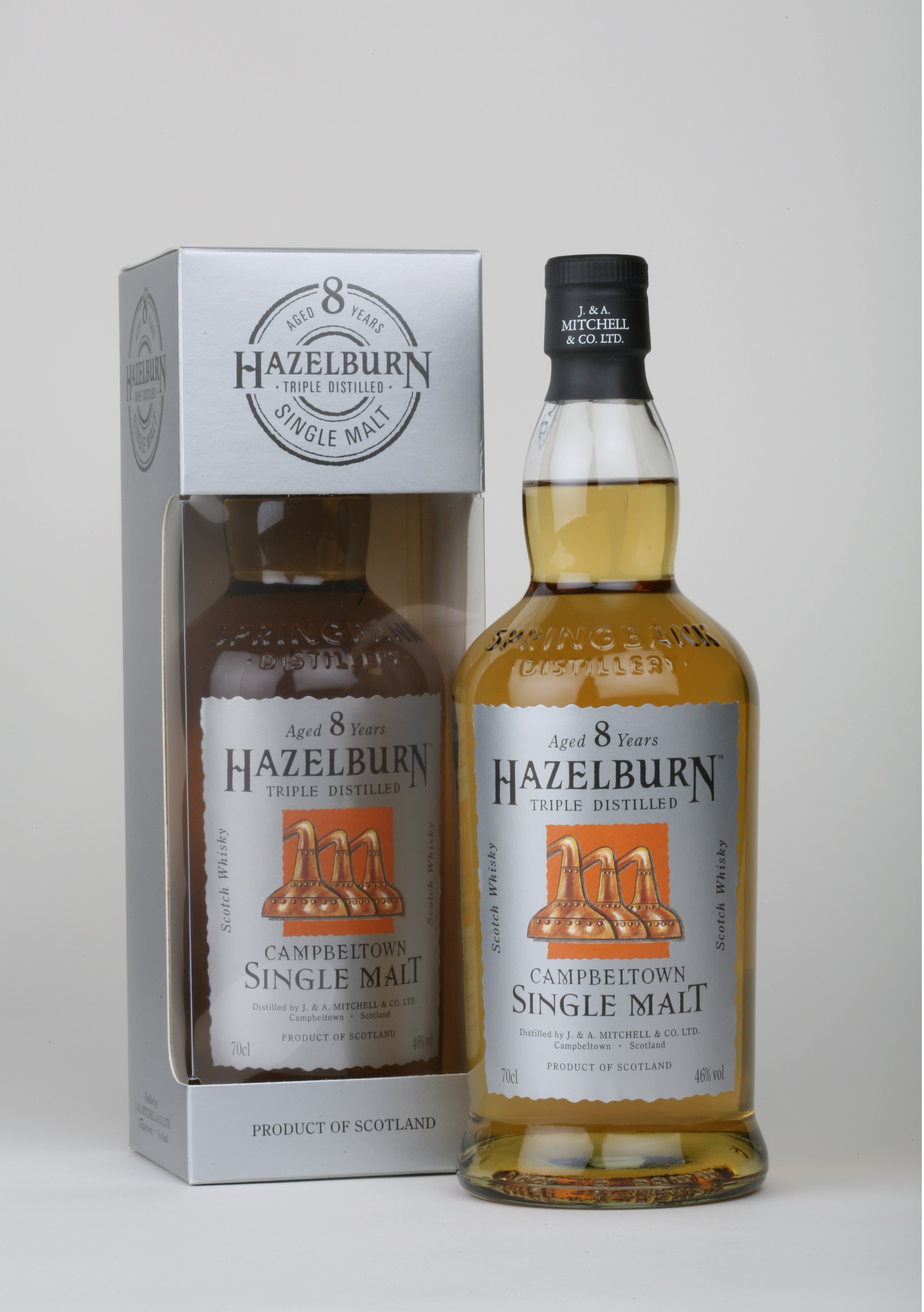
Obecnie wydawana whisky Hazelburn przez destylarnię Springbank

Od roku 2005 Springbank Distillery wydaje whisky zwaną Hazelburn Single Malt.